# Lille-Dunkerque-Lille
Lille-Dunkerque-Lille est une course cycliste française, organisée de 1926 à 1931 dans le département du Nord des Hauts-de-France.

## Palmarès
| Année | Vainqueur          | Deuxième         | Troisième        |
| ----- | ------------------ | ---------------- | ---------------- |
| 1926  | Maurice Denamur    | Jef Demuysere    | Jules Pyncket    |
| 1927  | Jérôme Declercq    | Elias Carrein    | Rémi Decroix     |
| 1928  | Jérôme Declercq    | Albert Desmettre | Roger Sagaert    |
| 1929  | Félicien Vervaecke | Léon Delobelle   | Rémi Decroix     |
| 1930  | Rémy Verschaetse   | Henri Deconinck  | Joseph Knockaert |
| 1931  | Jules Pyncket      | Maurice Van Hee  | Armand Horckmans |